# Roses Are Red

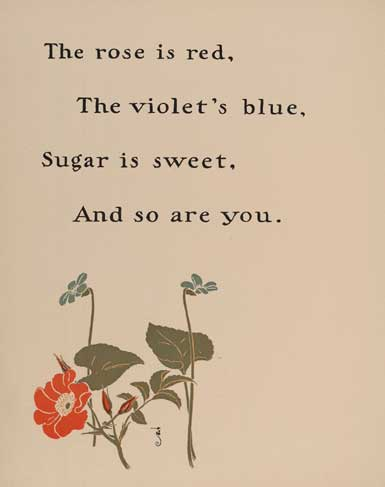
Un'illustrazione per il poema Roses Are Red realizzata da William Wallace Denslow, per un'edizione di Mamma Oca del 1901

Roses Are Red è il nome di una classica filastrocca in rima per bambini in lingua inglese; è inclusa nel Roud Folk Song Index con il numero 19798 ed è nota anche con altri titoli, fra cui The Rose is Red e The Valentine.
La filastrocca è una delle più note in inglese, e viene usata anche come formula per i biglietti di San Valentino; il testo si trova in molte variazioni diverse. La forma più comune è la seguente:
Violets are blue,

Sugar is sweet,

And so are you.»
Le viole sono blu,

Lo zucchero è dolce,

Così come lo sei tu.»

## Storia
La prima versione di questo poema sembra essere quella pubblicata nel 1795 in Gammer Gurton's Garland, una raccolta di filastrocche compilata da Joseph Ritson, riportata come segue:
The honey's sweet, and so are you.

Thou are my love and I am thine;

I drew thee to my Valentine:

The lot was cast and then I drew,

And Fortune said it shou'd be you.»
Il miele è dolce, e così lo sei tu.

Tu sei il mio amore e il tuo son io;

Ho pescato te come innamorato mio:

Si estrasse a sorte e toccò a me,

E Fortuna volle che fossi te.»
La rima con rose e viole è però attestata ben prima; ad esempio si trova, seppur in un contesto del tutto differente, ne La regina delle fate di Edmund Spenser, del 1590; qui l'autore, nella sesta stanza del sesto canto del terzo libro, parlando di Chrysogonee, madre di Belfebe e Amoretta, dice:
When Titan faire his beames did display,

In a fresh fountaine, farre from all mens vew,

She bath'd her brest, the boyling heat t'allay;

She bath'd with roses red, and violets blew,

And all the sweetest flowres, that in the forrest grew.»
quando il bel Titano diffondeva ovunque i raggi:

ella, per alleviare il caldo ardente,

si bagnò il petto in una fresca fonte, lontano da ogni occhio umano;

si bagnò frammezzo a rose rosse e azzurre violette

e ai fiori più delicati che crescevano là, nella foresta.»
Secondo alcune interpretazioni, nell'opera di Spenser le rose e le viole rappresentano rispettivamente l'amore e la verginità. A proposito dell'espressione violets are blue ("le viole sono blu"), va notato che in inglese il termine "violet" per indicare il colore viola si è sviluppato solo a partire dal tardo Trecento proprio a partire dal fiore; l'altro termine per indicare il viola in inglese è purple, che però indica una tonalità di viola più tendente verso il rosso, mentre il colore delle violette è più vicino al blu.

## Altre versioni
Per via della sua popolarità, questa filastrocca è stata ripresa da numerosi autori, sia in campo letterario, sia in campo musicale, dove si può ricordare il singolo che ebbe successo degli Aqua Roses Are Red, in cui la filastrocca, modificata come segue, fa parte del ritornello:
Violets are blue,

Honey is sweet

But not as sweet as you.»
Le viole sono blu,

Il miele è dolce,

Ma non dolce come te.»
In ambito letterario, una filastrocca analoga viene cantata dal personaggio di Fantina ne I miserabili di Victor Hugo, del 1862:
Les bleuets sont bleus, j'aime mes amours.»
I fiordalisi sono turchini, io amo i miei amori.»
Non mancano naturalmente versioni satiriche o parodistiche di questi versi. Diverse sono diffuse sempre tra i bambini, come:
Violets are blue,

Onions stink

And so do you!»
Le viole sono blu,

Le cipolle puzzano,

Così come lo fai tu.»
Mentre un'irriverente versione di Benny Hill recita:
Violets are bluish

If it weren't for Christmas

We'd all be Jewish.»
Le viole sono bluastre

Se non fosse per il Natale

Saremmo tutti ebrei.»